# 桑野耕三
桑野耕三（くわの こうぞう、1940年 -　）は、日本の哲学研究者。ハイデッガーを専攻。

## 来歴
1970年早稲田大学大学院博士課程満期退学、亜細亜大学助教授。2007年「後期ハイデガー存在論の研究 存在の中へ」で早大文学博士。

## 著書
- 『現象学 現象分析の哲学』北樹出版　1985　現代思想選書
- 『世界分析の哲学現象学』高文堂出版社　1988　倫理哲学全書
- 『ハイデガーの哲学 存在とは何か』北樹出版　1990　現代思想選書
- 『理性のアルケオロギー 受容的理性の現象学』北樹出版　1994
- 『存在の中へ 人間はかつて永遠であった』北樹出版　1999
- 『後期ハイデガー存在論の研究 存在の中へ』北樹出版　2005

共著
- 『基礎論理学』永井成男共著　早稲田大学出版部　1977

## 翻訳
- ハインリッヒ・ランツ『思惟 実在 対象性 近代論理学における対象性の問題』北樹出版　1978
- アーロイス・ロート『エドムント・フッサール倫理学研究 講義草稿に基づく叙述』藤本正久共訳　北樹出版　1982
- 『フッサール書簡集1915-1938 フッサールからインガルデンへ』佐藤真理人共訳　せりか書房　1982
- エマニュエル・レヴィナス『フッサール現象学の直観理論』佐藤真理人共訳　法政大学出版局・叢書・ウニベルシタス 1991